# Plumularia strictocarpa
Plumularia strictocarpa is een hydroïdpoliep uit de familie Plumulariidae. De poliep komt uit het geslacht Plumularia. Plumularia strictocarpa werd in 1893 voor het eerst wetenschappelijk beschreven door Pictet. 